# Giải vô địch bóng đá nữ châu Đại Dương 1983
Giải vô địch bóng đá nữ châu Đại Dương 1983 là Giải vô địch bóng đá nữ châu Đại Dương đầu tiên, diễn ra từ 28 tháng 11 tới 4 tháng 12 năm 1983.

## Vòng bảng
| Đội                | Tr | T | H | B | BT | BB | HS  | Đ |
| ------------------ | -- | - | - | - | -- | -- | --- | - |
| New Zealand        | 3  | 2 | 1 | 0 | 21 | 1  | 20  | 5 |
| Úc                 | 3  | 2 | 1 | 0 | 18 | 0  | 18  | 5 |
| Nouvelle-Calédonie | 3  | 1 | 0 | 2 | 2  | 11 | –9  | 2 |
| Fiji               | 3  | 0 | 0 | 3 | 1  | 30 | −29 | 0 |

| Nouvelle-Calédonie | 2 – 0 | Fiji |
| ------------------ | ----- | ---- |
|                    |       |      |

| New Zealand | 0 – 0 | Úc |
| ----------- | ----- | -- |
|             |       |    |

| Nouvelle-Calédonie | 0 – 5 | Úc |
| ------------------ | ----- | -- |
|                    |       |    |

| New Zealand | 15 – 1 | Fiji |
| ----------- | ------ | ---- |
|             |        |      |

| Úc | 13 – 0 | Fiji |
| -- | ------ | ---- |
|    |        |      |

| Nouvelle-Calédonie | 0 – 6 | New Zealand |
| ------------------ | ----- | ----------- |
|                    |       |             |

## Chung kết
| New Zealand | 3 – 2 | Úc |
| ----------- | ----- | -- |
|             |       |    |

| Vô địch Giải vô địch bóng đá nữ châu Đại Dương 1983 |
| --------------------------------------------------- |
| · New Zealand · Lần thứ nhất                        |